# VIVA Comet
A VIVA Comet (magyar változata 2016-tól Comet (díjátadó)) a VIVA televízió által Németországban, Magyarországon és Lengyelországban átadott könnyűzenei díj, melyet legelőször 1995-ben adtak át. 2016-ban a magyar változatot a VIVA és az RTL Magyarország közösen rendezte; azóta már senki sem tartott. Magyarországon először 2004-ben volt egész estés saját díjátadó. A nézők különféle kategóriákban indított jelöltek közül választhatják ki a nekik tetszőt, akire interneten vagy SMS-ben lehet szavazni. A végső győzteseknek egy nagyszabású show-műsor keretében adják át a díjat.
A díj formáját tekintve egy átlátszó üveggömb, kékes-narancssárgás árnyalattal, fémes hatású "töltelékkel", középen egy ezüst színű elválasztó csíkkal, rajta "Comet" felirattal.

## Magyarország
Magyarországon eleinte a díj átadása úgy történt, hogy a nézők öt jelölt közül választhattak egyet, aki a német díjkiosztón vehetett át egy díjat. Ez a rendszer 2001-től 2004-ig működött.
| Év   | Díjazott    | További jelöltek                           |
| ---- | ----------- | ------------------------------------------ |
| 2001 | Ákos        | - Crystal - FreshFabrik - Quimby - Venus   |
| 2002 | Groovehouse | - Crystal - Draft - TNT - Unique           |
| 2003 | Ákos        | - Crystal - Dopeman - Zanzibar - Zséda     |
| 2004 | Hooligans   | - Király Linda - NOX - Tankcsapda - Unique |

2005-ben került sor az első hazai, kategóriánkénti díjkiosztásra. A legjobb DJ-t csak az első két évben díjazták. 2006-ban a "Legjobb férfi előadó" és a "Legjobb női előadó" kategóriákat összevonták, és a "Legjobb szóló előadó" kategóriában adtak át díjat. A következő évtől újra nemek szerinti osztották szét az előadókat. 2006 óta adják át a "Legjobb új előadó" díját, illetve "A Magyar Könnyűzenéért"-díjat. Ez utóbbiban nincsen többes jelölés, csak az adott év díjazottját nevezik meg.
| Év   | Kategóriák (díjazottak és jelöltek)                                                                 | |                                                                                     |                                                                                  | | |                            |
| Év   | Legjobb férfi előadó                                                                                | Legjobb női előadó                                                                                  | Legjobb együttes                                                                    | Legjobb DJ                                                                       | Legjobb új előadó | Legjobb videóklip | A magyar könnyűzenéért-díj |
| ---- | --------------------------------------------------------------------------------------------------- | --------------------------------------------------------------------------------------------------- | ----------------------------------------------------------------------------------- | -------------------------------------------------------------------------------- | --- | --- | -------------------------- |
| 2005 | Gáspár Laci - Dopeman - Emilio - L.L. Junior - Majka                                                | Zsédenyi Adrienn - Baby Gabi - Dukai Regina - Oláh Ibolya - Tóth Vera                               | NOX - Bëlga - Club 54 - Sugarloaf - Zorall                                          | Erős vs. Spigiboy - Newl - Náksi vs. Brunner - Sterbinszky - Szeifert            | | Majka – Mondd, ami fáj - Ganxsta Zolee és a Kartel - Route 66 - Tankcsapda - Azt mondom, állj! - Zorall - Ajándék - Zsédenyi Adrienn - Motel         |                            |
| 2006 | Gáspár Laci (összevont Legjobb szóló előadó) - L.L. Junior - Lola - Palcsó Tamás - Sub Bass Monster | Gáspár Laci (összevont Legjobb szóló előadó) - L.L. Junior - Lola - Palcsó Tamás - Sub Bass Monster | Groovehouse - Back II Black - Bëlga - Crystal - Kozmix                              | Sterbinszky - Karányi - Shane 54 - Szeifert - Yonderboi                          | Lola - Belmondo - Ogli G - Magna Cum Laude - Twinz | Bëlga – Szerelmes vagyok - Bery - Szeress újra! - Kentaur - Álmatlanság - Varga Zsuzsa - A lányok másra várnak - Yonderboi - Were You Thinking of Me | Edda Művek                 |
| 2007 | Ákos - Gáspár Laci - Mester Tamás - Puskás Peti - Rácz Gergő                                        | Lola - Baby Gabi - Bartók Eszter - Rúzsa Magdi - Szabó Eszter                                       | Hooligans - Tankcsapda - Club 54 - Crystal - NOX                                    |                                                                                  | Mark - Frenk - Josh és Jutta - No Thanx - Cozombolis | Varga Zsuzsa – Be Infected - Ákos - Adj hitet - Rúzsa Magdi - Aprócska Blues - Frenk - 1formaság kora - Majka - Csak méreg                           | R-GO                       |
| 2008 | L.L. Junior - Gáspár Laci - Majka - Mark - Puskás Peti                                              | Csézy - Bartók Eszter - Kozma Orsi - Rúzsa Magdi - Szekeres Adrien                                  | Groovehouse - Bon-Bon - Fiesta - Josh és Jutta - Magna Cum Laude                    | Anti Fitness Club - Alexandra - Bridge - Csézy - Széles Iza                      | Supernem – Generáció - A Stáb - Élünk ahogy bárki - Anti Fitness Club - Még vár ránk ez a Föld - Csézy - Szívverés - Karányi - My Baby My                                           | Ákos |                            |
| 2009 | SP - Cozombolis - Majka - Mark - Puskás Peti                                                        | Lola - Dukai Regina - Kovácsovics Fruzsina - Tóth Gabi - Zséda                                      | Groovehouse - Anti Fitness Club - Idiot Side - No Thanx - Sugarloaf                 | SP - Barbee - C.S.I.F.O. - Idiot Side - Noémi Virág                              | Puskás Peti – Állítsuk meg a világot - Anti Fitness Club – Miért hazudom - NOX – Hiszed-e még - Zséda – És megindul a Föld - Zséda – Fekete rúzs                                    | Animal Cannibals |                            |
| 2010 | SP - Ákos - Fekete Dávid - Király Viktor - L.L. Junior                                              | Barbee - Bartók Eszter - Hien - Lola - Noémi Virág                                                  | Anti Fitness Club - BNF - Idiot Side - Josh és Jutta - Unique                       | BNF - Adri - InterYou - Mon Cheri - Stereo 2.0                                   | Hien – Túl szép - SP – Kép maradsz - Noémi Virág – Melletted ébredek - Lola – Callin - Zséda – Ajtók mögött                                                                         | Neoton Família |                            |
| 2011 | SP - Fluor - Király Viktor - Puskás Peti - Varga Viktor                                             | Wolf Kati - Barbee - Lola - Rami - Tóth Gabi                                                        | Children of Distance - Animal Cannibals - BNF - Compact Disco - Stereo 2.0          | Fluor - Children of Distance - Düki - MM - Ultrapop                              | Tóth Gabi – Elég volt - Király Viktor – Solo - Noémi Virág – Szeretlek - Rácz Gergő – Harc és vágy - Varga Viktor – Lehet zöld az ég                                                | Geszti Péter |                            |
| 2012 | SP - Fehér Balázs - Fluor - Király Viktor - Vastag Csaba                                            | Tóth Gabi - Barbee - Hien - Janicsák Veca - Tolvai Renáta                                           | Children of Distance - Anti Fitness Club - Compact Disco - DSP - Hősök              | Young G - Johnny K. Palmer - kelemen Kabátban - No Alibi - Polar Dear            | SP – Maradnék - DSP – Már Megint - Punnany Massif – Pécs Aktuál X - The Hated Tomorrow – Kriszta - Varga Viktor – Szőkével Álmodtam                                                 | Anima Sound System |                            |
| 2013 | Young G - Düki - Fluor - Funktasztikus - SP                                                         | Radics Gigi - Barbee - Hien - Janicsák Veca - Odett                                                 | Children of Distance - Anti Fitness Club - Hősök - Punnany Massif - The Carbonfools | Bermuda - ByeAlex - Carbovaris - Chris Lawyer - Ivan and the Parazol             | Mary Popkids feat Punnany Massif – Mosoly - Irie Maffia feat Akkezdet Phiai – Livin' It Easy - Majka – Curtis – BLR – Belehalok - Tej – Átlag éjjel - The Hated Tomomrow – Anyáddal | Tankcsapda |                            |
| 2014 | Király Viktor - BLR - ByeAlex - Fluor - Kállay-Saunders András                                      | Hien - Cserpes Laura - Dér Heni - Radics Gigi - Tóth Gabi                                           | Children of Distance - Halott pénz - Punnany Massif - Ivan and the parazol - Hősök  | DiazMentha - Bogi - Mohamed Fatima - New Level Empire - Bricklake and Sean Darin | Sonya – Kitchenfloor - ByeAlex – NekemTe - Düki – Turn me on - Karányi – Celebrate life - Irie Maffia – Badest                                                                      | Hooligans |                            |

2016

## Németország
Németországban már 1995 óta adnak át ilyen díjat, melyet rendszerint jóval több kategóriában adnak át, mint a lengyel vagy a magyar változatban. Az alábbi felsorolásban a 2007-től kezdődő díjnyertesek olvashatók:

### 2007
- Legjobb férfi előadó: Bushido
- Legjobb női előadó: Sarah Connor
- Legjobb dal: Silbermond – Das Beste
- Legjobb előadás: Silbermond
- Legjobb videóklip: Tokio Hotel – Der Letzte Tag
- Legjobb együttes: Tokio Hotel
- Legjobb új előadó: Nevio
- legnépszerűbb letöltés: Silbermond – Das Beste
- Super-Comet: [Tokio Hotel]

### 2008
- Legjobb férfi előadó: Bushidom
- Legjobb előadás: Tokio Hotel
- Legjobb új előadó: Mark Medlock
- Legjobb együttes: Tokio Hotel
- Legjobb dal: Monrose – Hot Summer
- Sztárok sztárja: Herbert Grönemeyer
- Legjobb videó: Tokio Hotel – An Deiner Seite
- Életműdíj: Udo Lindenberg
- Super-Comet: Tokio Hotel

### 2009
- Legjobb férfi előadó: Mark Medlock
- Legjobb női előadó: Sarah Connor
- Legjobb új előadó: Aloha from Hell
- Legjobb együttes: Monrose
- Legjobb dal: Sidos Hands On Scooter – Beweg dein Arsch
- Sztárok sztárja: Peter Fox
- Legjobb videó: Peter Fox – Alles Neu
- Legjobb online előadó: Tokio Hotel
- Legjobb élő produkció: Stefanie Heinzmann

### 2010
- Legjobb előadó: Mark Medlock
- Legjobb női előadó: Cascada
- Legjobb új előadó: Daniel Schuhmacher
- Legjobb együttes: Silbermond
- Legjobb dal: Sido – Hey Du
- Sztárok sztárja: Jan Delay
- Legjobb videó: Silbermond – Krieger des Lichts
- Platina-COMET: Scooter
- Legjobb élő produkció: Tokio Hotel

### 2011
- Legjobb előadó: Sido
- Legjobb női előadó: Lena
- Legjobb új előadó: The Black Pony
- Legjobb együttes: Culcha Candela
- Legjobb dal: Unheilig – Geboren um zu leben
- Sztárok partysláger: Laserkraft 3D – Nein, Mann!
- Legjobb videó: Beatsteaks – Milk & Honey
- Platina-COMET: Nena
- Legjobb élő produkció: Revolverheld

## Lengyelország
Lengyelországban is megrendezik 2005 óta a saját VIVA Comet díjkiosztót.

### 2007
- Legjobb új előadó: Grupa Operacyjna
- Legjobb férfi előadó: Mezo
- Legjobb női előadó: Doda
- Az év csengőhangja: Kalwi & Remi – Explosion
- Az év együttese: The Jet Set
- Legjobb videó: Doda – Katharsis
- Planet VIVA Charts-díj: Gosia Andrzejewicz – Pozwól Żyć